# Dőry-kúria (Miskolc)
A Dőry-kúria Miskolcon, címjegyzék szerint a Rákóczi utca 2. szám alatt, de gyakorlatilag a Széchenyi utcán elhelyezkedő műemlék épület. 1996 óta a Miskolci Galéria otthona.

## Története

### A Dőryek Miskolcon
A Dőry család a Dunántúlról származik. Nemesi levelüket – Jobaháza községgel együtt – Nagy Lajostól kapták 1360-ban. 1407-ben megkapták a Dör (Deör) nevű települést is, és ettől kezdve „magokat e birtoktól Jobaházi Dőry névvel neveztették”. A család egyik ágából Dőry Ferenc vagyonos nemesként került Miskolcra, és egy 1608-as feljegyzés szerint vármegyei jegyzőként tevékenykedett Borsod és Gömör vármegyében. A család tagjai gyakran szerepeltek a megyei és a városi jegyzőkönyvekben, illetve a diósgyőri koronauradalommal kapcsolatos iratokban. Dőry Ferencnek fontos szerepe volt abban, hogy Miskolc áttért a református hitre. „A reformáció legérdemesebb férfiai közé tartozott” – írta róla egy okirat. Valószínűleg 1667-ben hunyt el, az avasi temetőben temették el. Dőry Ferenc felesége Palugyai Zsófia volt, két fiuk (Lénárt/Lénárd és István) és egy lányuk (Zsófia) született. Lénárt perceptorként (gyakorlatilag városgazdaként) vett részt a városi hivatalban, a Fábián kapu környékén volt saját háza, az akkori (a mai Rákóczi u. 1. alatti épület helyén álló) kúriában egyébként valamennyien részt tulajdonoltak). Az 1690-es években halt meg. Dőry Istvánról 1652-ből van adat, ami szerint a diósgyőri koronauradalomtól vett zálogba földeket, ezen kívül a kúriában kocsmát tartott fenn (1642). Neki is volt saját háza, halálának időpontja nem ismert. Zsófia Boldizsár Zsigmondhoz, majd annak halála után Ivócsi Istvánhoz ment feleségül, és a mai Széchenyi utca 18. alatti házban lakott. A család vagyonára jellemző adat, hogy 1675-ben még a várost is kisegítették jelentős pénzösszeggel. Boldizsár Zsigmond és Dőry Zsófia „háztartásáról” jegyezték fel: „Négy asztalnál semmi egyébbűl nem ittak abban a házban…, hanem ezüst s arany pohárokbúl, igen-igen szépekbűl”. Az adókivetési lajstrom(ok) szerint az 1690-es években Miskolc leggazdagabb lakója Dőry András volt, öt kúriája, számos szántója, szőlője, malma stb. volt, és jelentős állatállománnyal is rendelkezett.
A Dőry família Miskolcon Lénárt ágán öröklődött tovább, és az ő András fia Borsod vármegye alispánja lett. Dőry (I.) András valószínűleg 1677-ben született, halála időpontja nem ismert (talán 1735-ben halt meg). Első felesége Pécsy Anna, a második Nikházy Mária volt. Négy gyermeke született, a legismertebb II. András volt. Dőry I. András és II. András a Rákóczi-szabadságharc idején tevékenyen II. Rákóczi Ferenc mellé állt. A Dőryek buzgó reformátusok lévén ellenezték a minoriták Miskolcra települését, végül Kelemen Didáknak az 1728-as pozsonyi országgyűlésen és beadványaival sikerült elérnie ellenükben az engedély érvényesítését. A mai kúria építtetője Dőry (II.) András volt, ebben láthatta vendégül Rákóczi Ferencet 1704-ben és 1706-ban (az elődök háza a mai épülettől keletre, a Sötétkapu másik oldalán állt, 1955-ben bontották le). A család vagyona végül András özvegye idején veszett el, mégpedig – érintőlegesen – Miskolc megváltása kapcsán. 1755-ben, a többedik megállapodást kötötték meg, immár Grassalkovich Antallal, a kamara elnökével. Ekkor Dőry (II.) András már nem élt, az özvegy ingatlanjait azonban 10 000 forint adósság terhelte (elsősorban a nemesi telkek megadóztatása miatt). A birtokot elárverezték, és a felvásárló egy titokzatos magyar nemes volt, akiről kiderült, hogy maga Grassalkovich gróf volt. 1758-ban az özvegy is elhunyt, a kúria pedig a diósgyőri koronauradalomhoz került.
Dőry (II.) Andrásnak négy gyermeke született, közülük a legtöbbre Dőry (IV.) Ferenc vitte, 1757-ben báró, 1770 előtt gróf lett. Báró Sennyey Klárát vette feleségül, házasságukból két gyermek született, Gábor és Teréz. Ferenc főpohárnok, Zemplén vármegye főispánja lett, és először elhagyta Miskolcot, de később visszatért a koronauradalom ügyészeként. Az uradalom a Dőry kereskedőházat görög és zsidó kereskedőknek adta bérbe, akikkel Ferenc állandó „ellentétben” állt. Állítólag Miskolcon hunyt el. Ferenc testvére, László szintén egy Sennyey lányt (Julianna) vett feleségül, utódról nincs adat. Andrásról, a harmadik fiútestvérről sem sokat lehet tudni, de felesége és gyermeke nem volt. Ferenc lánytestvére, Katalin 1758-ban Plathy Sándor özvegyeként tűnt fel az iratokban. András Ernesztina nevű lánya Pálffy Fidél gróf feleségeként elkerült Miskolcról. Dőry (IV.) Ferenc lánya, Teréz, báró Andrássy István felesége lett, elköltözött Miskolcról. Ferenc Gábor nevű fia 1770-ben a Szepesi Kamara tanácsosa volt. Ennek János fia 1822-ben meghalt, s ezzel a Dőry család hat generáció és két évszázad után kihalt Miskolcon.

### A kúria
Az épület Miskolc legrégebbi emeletes kőháza. A család ősi kúriáját még valószínűleg Dőry Ferenc építtette, a mai Rákóczi utca 1. helyén. Az egyemeletes ház 1955-ig állt, de rossz állapota miatt ekkor lebontották. A helyén épült fel 1956-ban a mai lakó- és üzletház. A Dőryeknek később ezen kívül több más ingatlanja is volt a városban. Az iratokbeli gyakori szereplés ellenére a mai Dőry-kúria építéséről nagyon kevés adat maradt fenn, azok is inkább csak közvetetten utalnak rá. Tudni egy 17. századi, alápincézett, földszintes épületről, de nem biztos, hogy arra az épületre húztak emeletet, talán inkább egy új ház épült a helyén. Tény, hogy Dőry (II.) András 1704-es végrendeletében – egyebek mellett – egy újonnan felépült kőházról és annak fundusáról van szó. A kúria ezek szerint 1704 előtt épült, de külső kialakításáról nincs adat, csak valószínűsíteni lehet az akkori viszonyoknak és a család társadalmi helyzetének megfelelő reprezentatív megjelenést.
A Dőryek (és Miskolc városa is) a Rákóczi-szabadságharc idején a fejedelem mellé álltak, és tevékenyen részt vettek a harcokban is. Így nem meglepő, hogy Rákóczi Miskolcon a Dőry-kúriában kapott szállást. II. Rákóczi Ferenc először 1704. január 18-án érkezett Miskolcra. Itt alakította ki főhadiszállását és innen szabályozta állama közigazgatási-működési rendjét. Munkáját Aszalay Ferenc miskolci nemes (az ő kúriája közvetlenül a Dőryeké mellett volt) segítette, aki Rákóczi kancelláriáján dolgozott, majd a fejedelem szekretáriusa lett. Rákóczi március 3-án hagyta el a várost. A következő alkalommal 1706. január 21-én érkezett ismét Miskolcra, a Dőry-kúriába, ahol január 30. és február 16. között, a 24 tagú szenátus részvételével tanácsülést tartott, és sok fontos kérdésben döntöttek. Rákóczi Miskolcon tartózkodásához ismert helyi legenda is kapcsolódik (Rákóczi álma). Levéltári és más adatok azonban nem bizonyítják azt, hogy a vezérlő fejedelem a Dőry-kúriában lakott volna, a hagyomány azonban így tartja, és egyéb megfontolások alapján is igen valószínűnek tűnik. Fontos megjegyezni, hogy 1681-ben Thököly Imre is itt lakott.
Az 1781-es tűzvész során a Dőry-kúria is tűzkárokat szenvedett, amit 1783-ra helyreállítottak, a korábbi (nyugati) fa szárnyvéget kőből építették újjá, és a diósgyőri harmincados lakott a háromszobás épületrészben. A következő időszakban, a 18. század végén, a 19. század elején csak görög kereskedők laktak az épületben, ezért 1806-ban az ortodox egyházi közösség megvásárolta az uradalomtól a kúria épületét. 1815-ben zsidó kereskedők is beköltöztek, és a század végére már gyakorlatilag kiszorították a görögöket. A földszinti részeken (mindkét utcán) kis alapterületű boltok voltak, az emeleten lakások. A 20. század elején lebontották a kúria nyugati szárnyát, és a helyére építették a Biztosító palotát. 1920 körül az emelet városi tulajdonba került, a földszinten pedig például Balogh József divatkereskedése, Könyves Jenő divatáruháza és Keller Tibor drogériája, 1942-től Komáromy László női fodrászata volt. 1935-ben a Baross Szövetség miskolci szervezete és a Turul Szépműves Bajtársi Egyesület is itt működött. A második világháború után lassan ment az újjáépítés, a ház rossz állapotba került. Az államosítást követően a Komáromy-féle fodrászatból Fodrász Ktsz., a Könyvesféle divatáruházból ruházati bolt lett. Nyílt itt még totózó és órás szövetkezet is, és itt kapott helyet az Országos Filharmónia helyisége, a emeleten pedig állami lakások voltak. Nagyjából ez a helyzet konzerválódott az 1990-es évekig, de az épületet az 1958–59-ben renoválták.
Az 1990-es évek elején döntés született arról, hogy a Miskolci Galéria gyűjteményét a „Rákóczi-házba” költöztetik. A rekonstrukcióra több tervváltozat is született Viszlai József építész műtermében, az épületet végül – a kivitelező csődje miatt csúszással – 1996. június 30-án adták át, a XVIII. Grafikai Biennálé megnyitásával. A felújítás második üteme 1998-ban, a harmadik 1999-ben fejeződött be.

## Leírása
A Dőry-kúria 1775-ös számbavételekor készült összeírásból következtetni lehet a ház eredeti kialakítására, megjelenésére: „Egy emeletes kúria, melyet az uradalom visszavásárlásakor vettünk. Jó anyagból való. Földszintjén van a felső végén három szoba, kamara, konyha, az uradalmi só elosztására. Ez a rész fából való. Az ezt követő kettős bolt téglából van, ebben található az uradalmi irattár és raktár. Ismét kettős bolt kamrával és előszobával. Emellett kettős bolt, amely uradalmi raktárként szolgál. Ezt követi a boltíves kapu, ami az utcáról az udvarra visz. A kaputól az épület keleti szárnyán egy téglapadlós kereskedő bolt működik, s még két bolt, amelyet az uradalom anyag elosztásra használ, s természetesen téglából építve. A földszinti alaprajznak megfelelően az emeleten 13 szoba s négy konyha található, mindegyik bolthajtásos. Az emelet udvarra néző része boltíves, tornácos. Az épületet jó minőségű zsindely fedi. A földszinten és az emeleten összesen 32 használható helyiség van. Istállója 1768-ban épült s 32 állat fér el benne, jó állapotban van.”
A ház eredetileg kilenctengelyes, szimmetrikus kialakítással épült, ma a nyugati rész lebontása miatt hattengelyes, és ezért a bejárathoz viszonyítva aszimmetrikus. Az udvari homlokzatán hét kosáríves nyílású folyosó volt, a nyugati végén fedett lépcsőfeljáró. A folyosó és a helyiségek dongaboltozatúak voltak, de a Sötétkapu melletti csehsüvegboltozattal fedett. Az 1990-es évek felújítása során a műemlék épület rekonstrukcióját és egy új, keleti épületrész felépítését végezték el. Az udvart eredetileg üvegtetővel fedték volna, de ez nem valósult meg, helyette egy nyitott, hangulatos udvar alakult ki, és innen lehet megközelíteni a kiállító tereket. Ebben az udvarban helyezkedik el Varga Éva Vasfű című szobra. 2001-ben nyitották meg az épületben a Dőry-pincét, egyfajta művészklubot, amelynek a boltozatát miskolci művészek falfestményei díszítik. A Széchenyi utcai homlokzaton az üzletportálokat kőkerettel látták el, így egyrészt illeszkednek a kapubejáró kialakításához, másrészt visszaadja az eredeti épület ritmusát. Az épület mellett a járdaszintet lesüllyesztették. A kapu fölött megmaradt az ismeretlen kőcímer, egyik oldalán márványtáblán az intézmény nevét tüntették fel egy bronz városcímerrel, a másik oldalon II. Rákóczi Ferenc bronz domborművét (Jószay Zsolt alkotása) helyezték el, utalva a Rákóczi-legendára. A Széchenyi utcai front egyik üzlethelyiségében a Művészetek Háza jegyirodája, a másikban 2022 tavasza óta a Herman Ottó Múzeum ajándékboltja működik. A Rákóczi utcai oldalon divatáruüzlet van.

## Képek

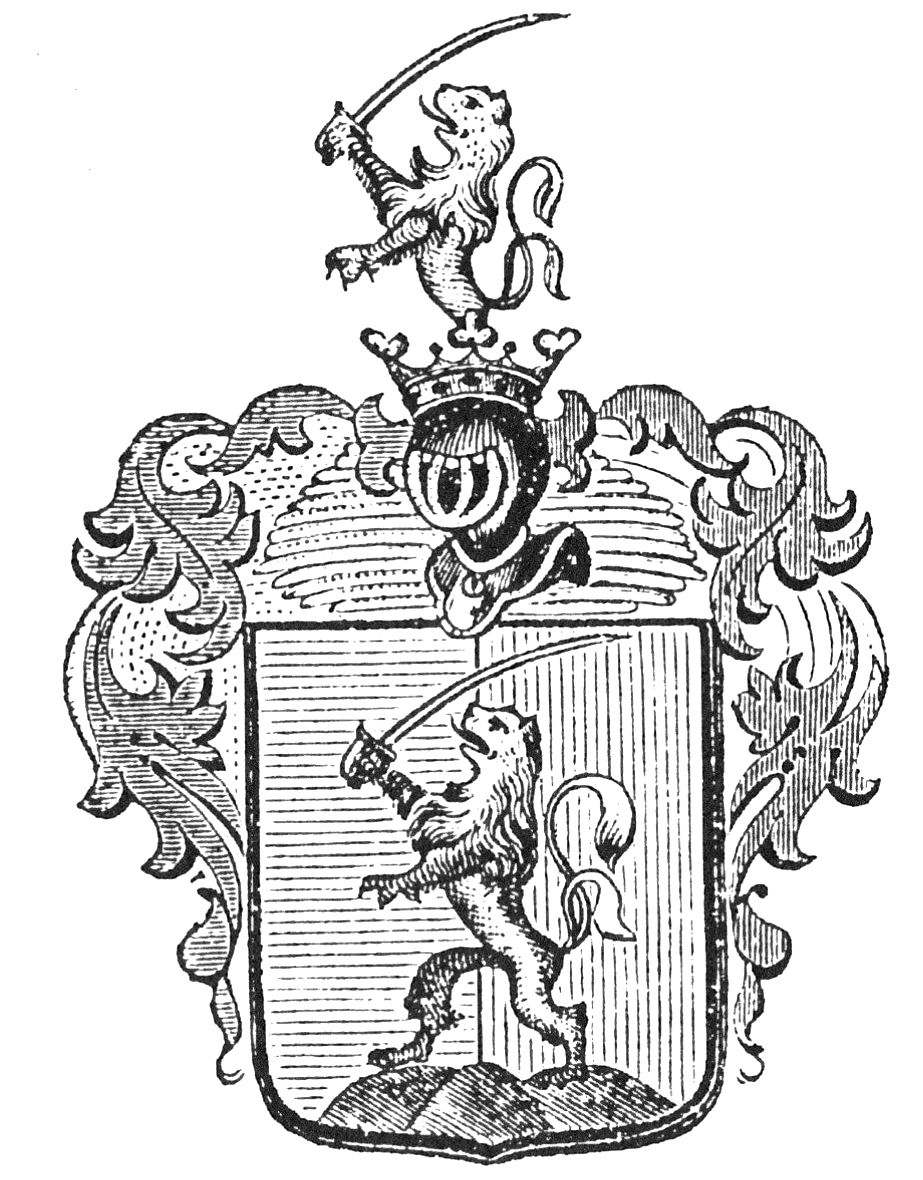
A Dőry család címere, 15. század
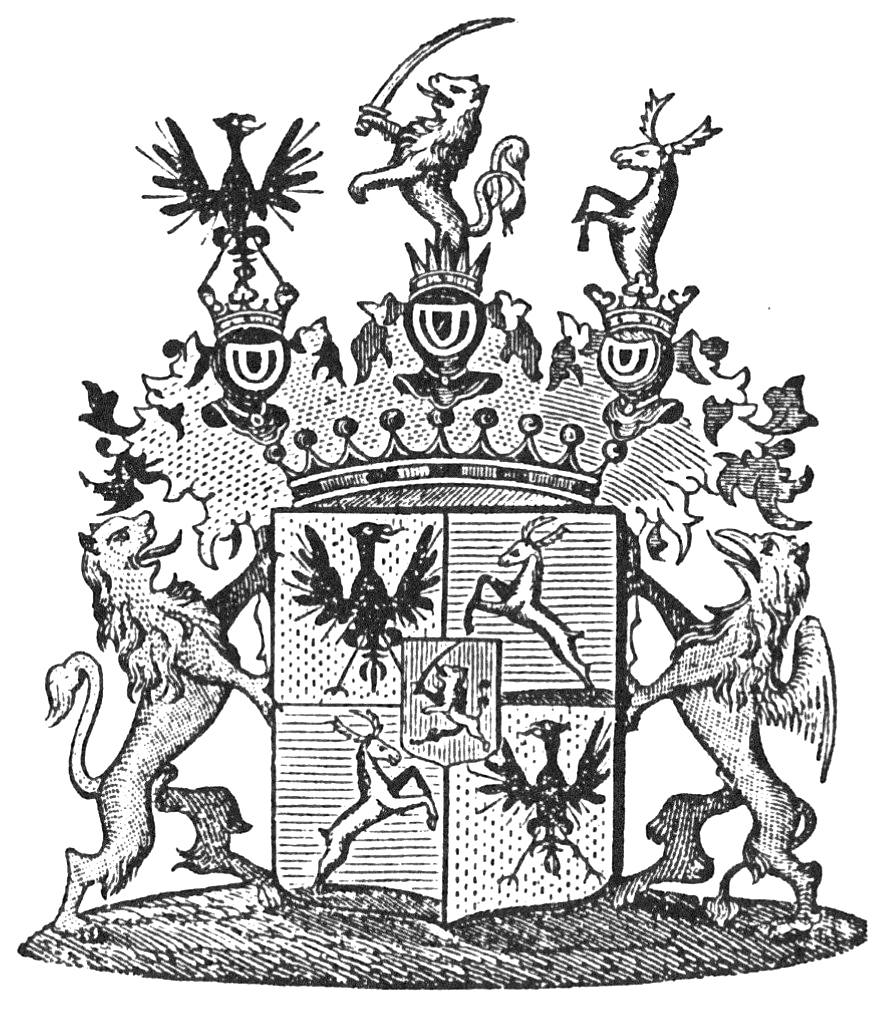
Dőry (IV.) Ferenc bárói címere, 1757
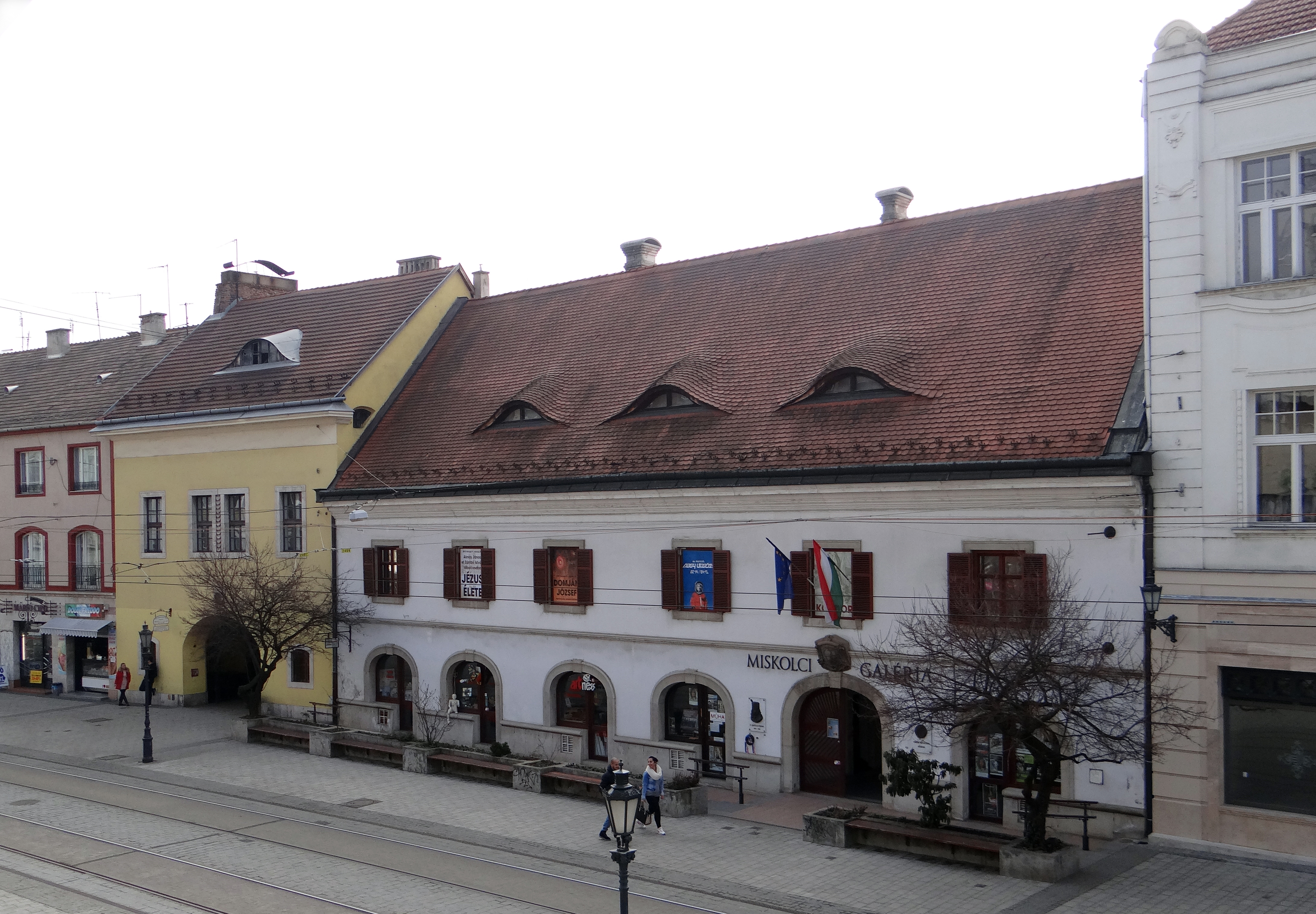
A kúria a főutcán
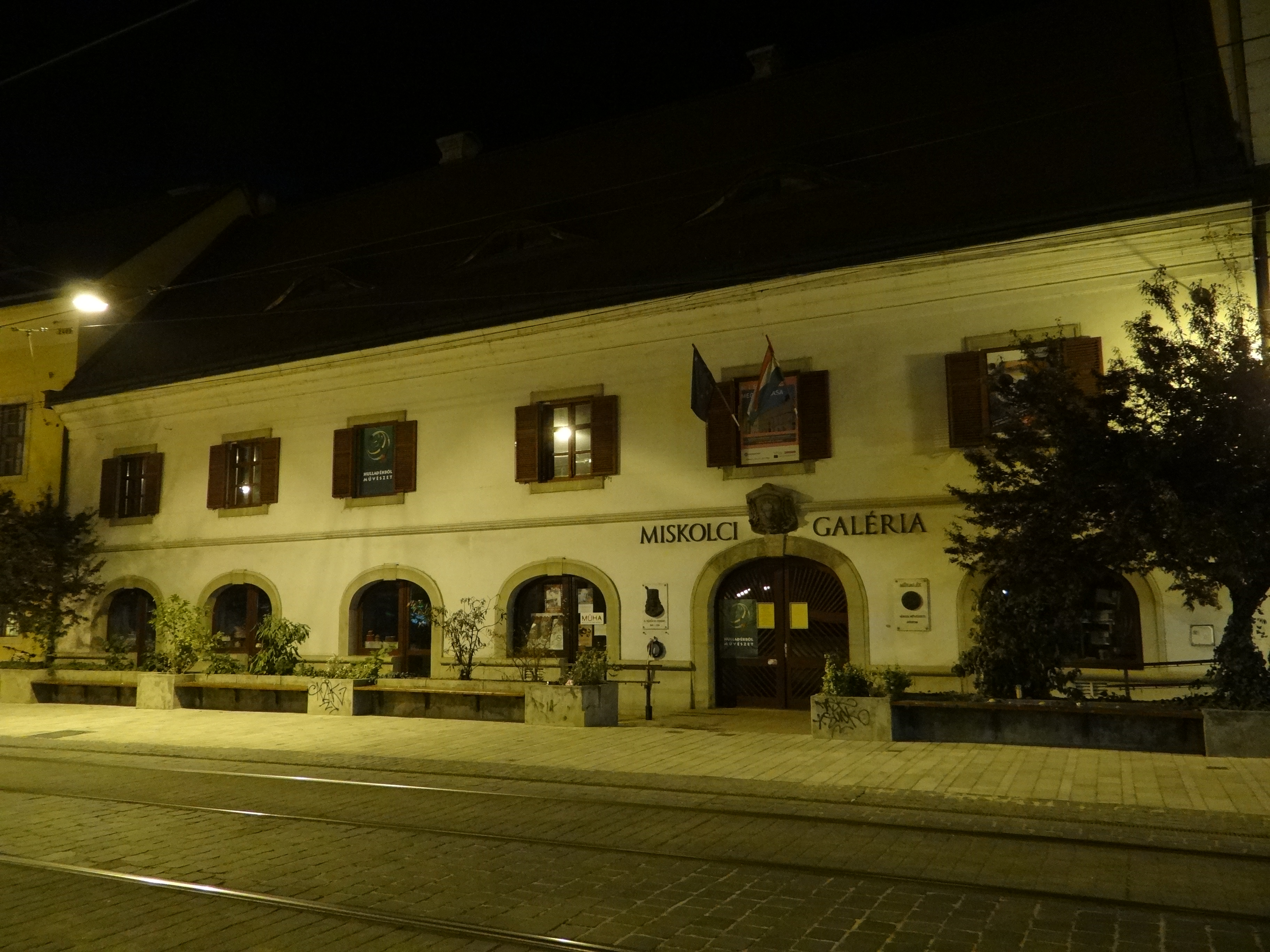
Éjszakai kép
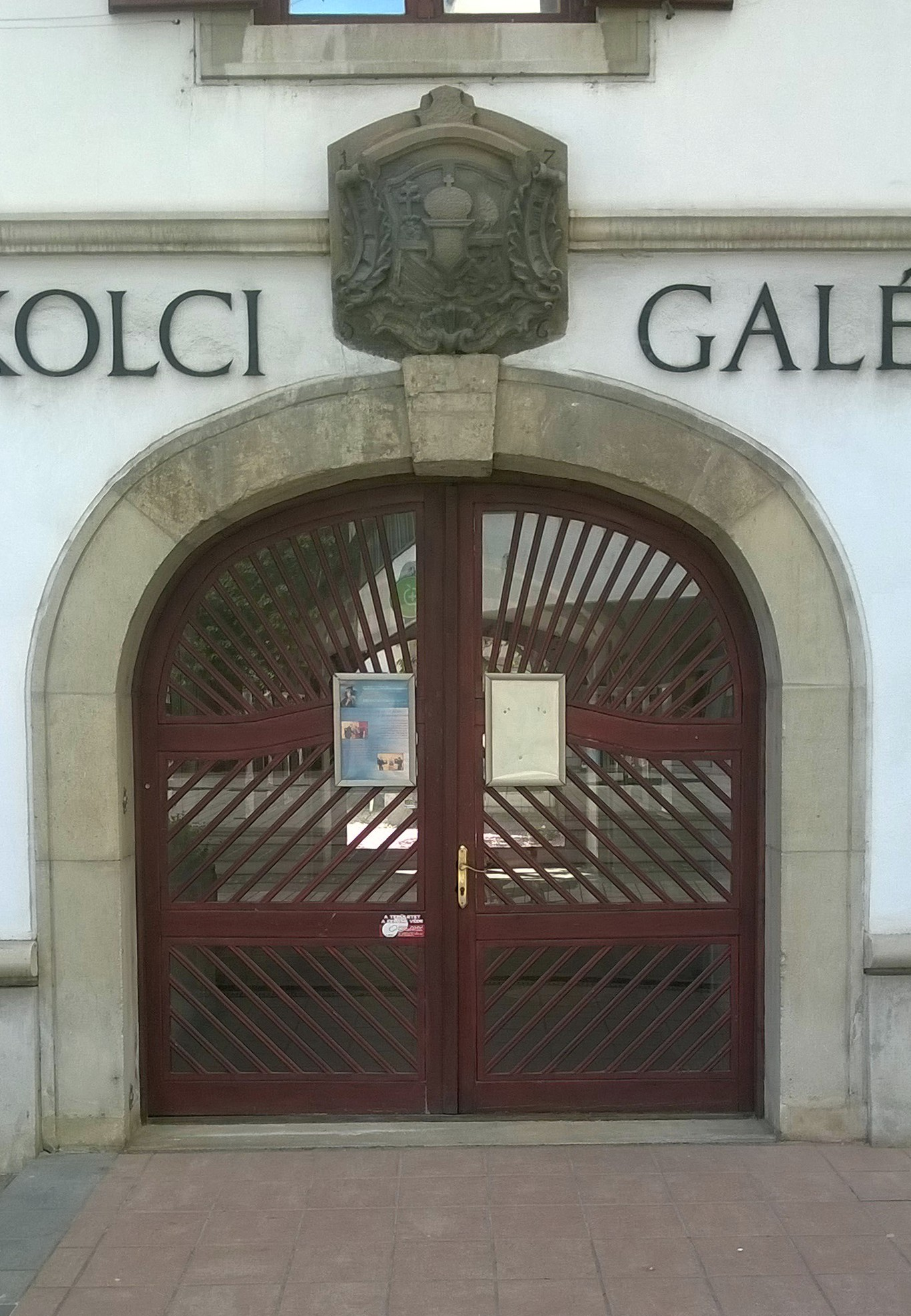
A galéria bejárata
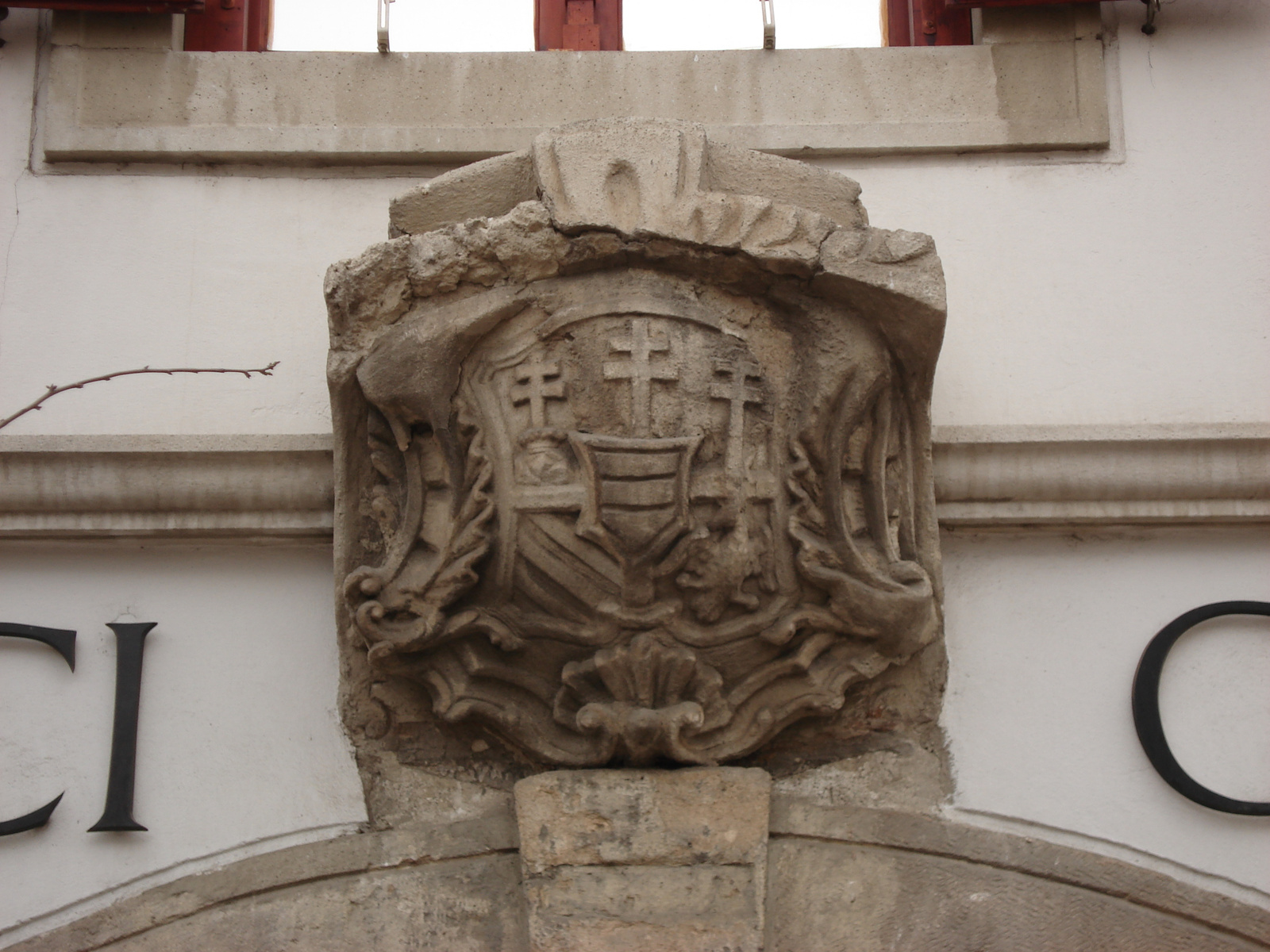
Kőcímer a bejárat fölött
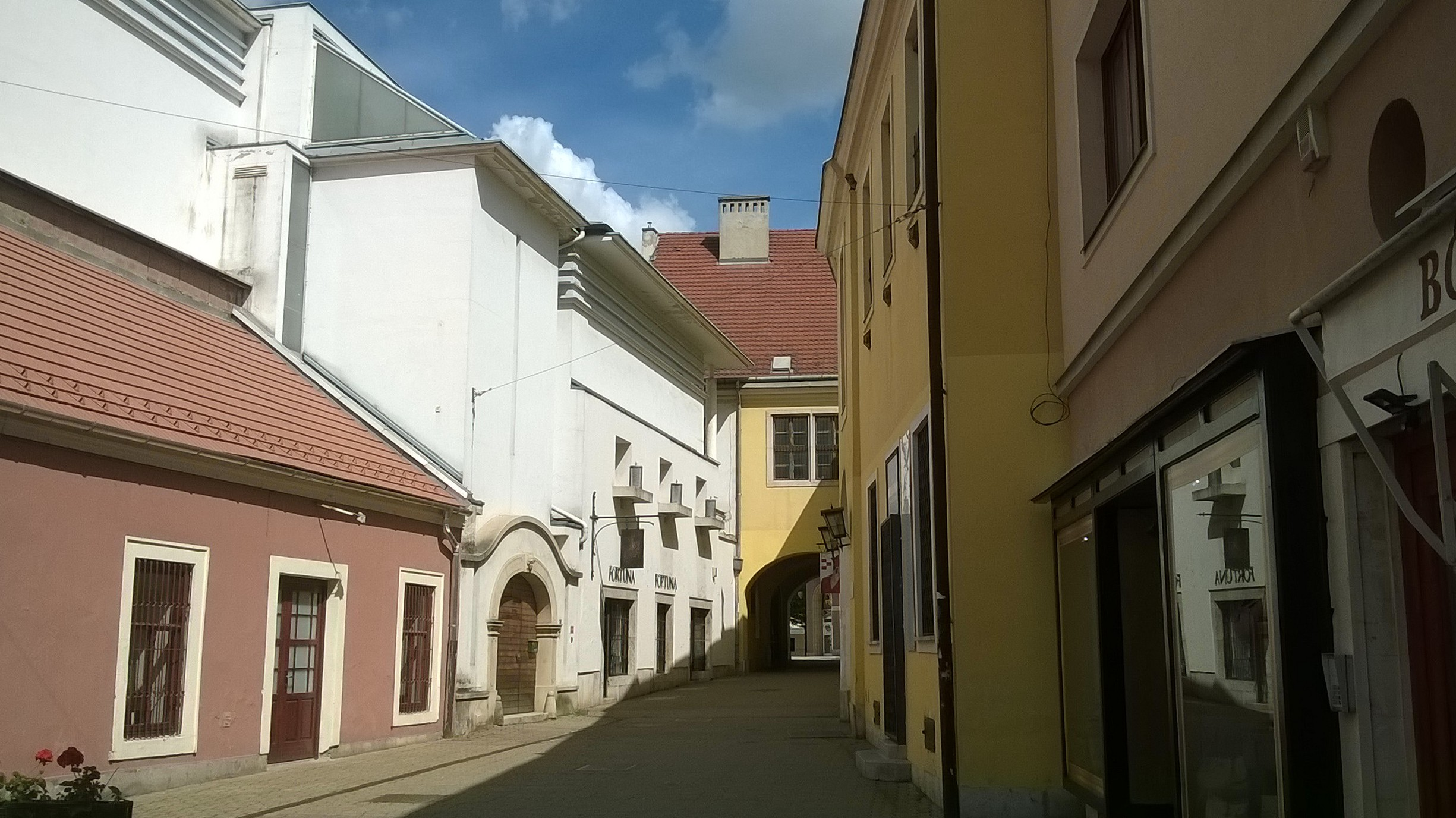
A keleti, Rákóczi utcai oldal
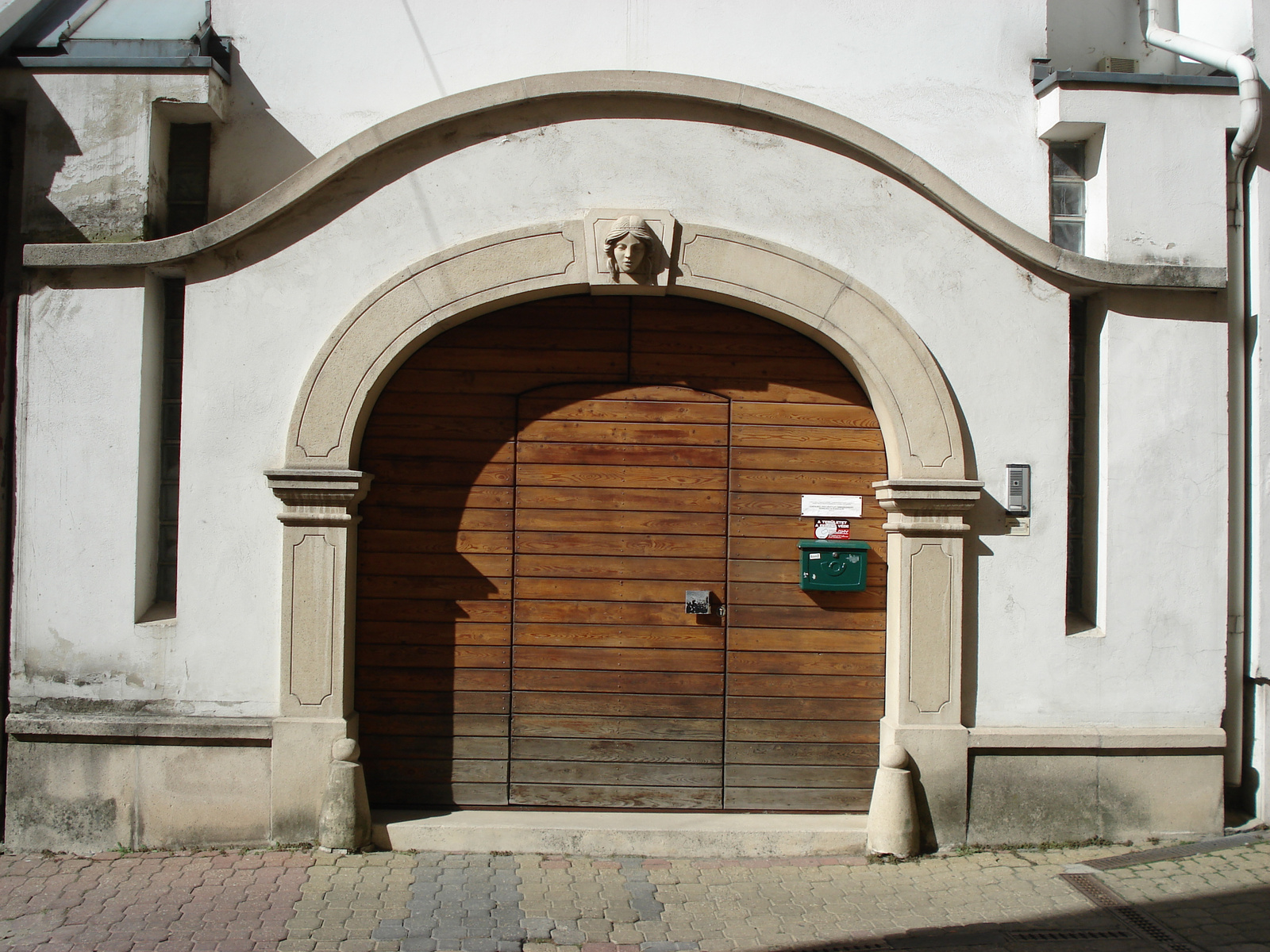
A Rákóczi utcai kapu
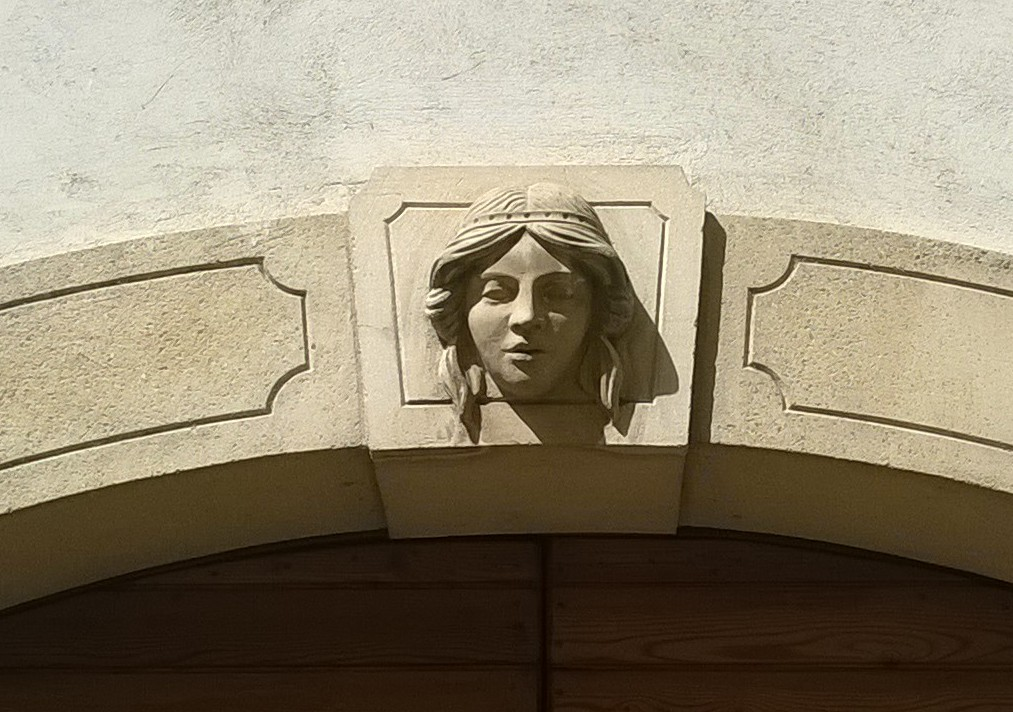
Kőfej a kapun
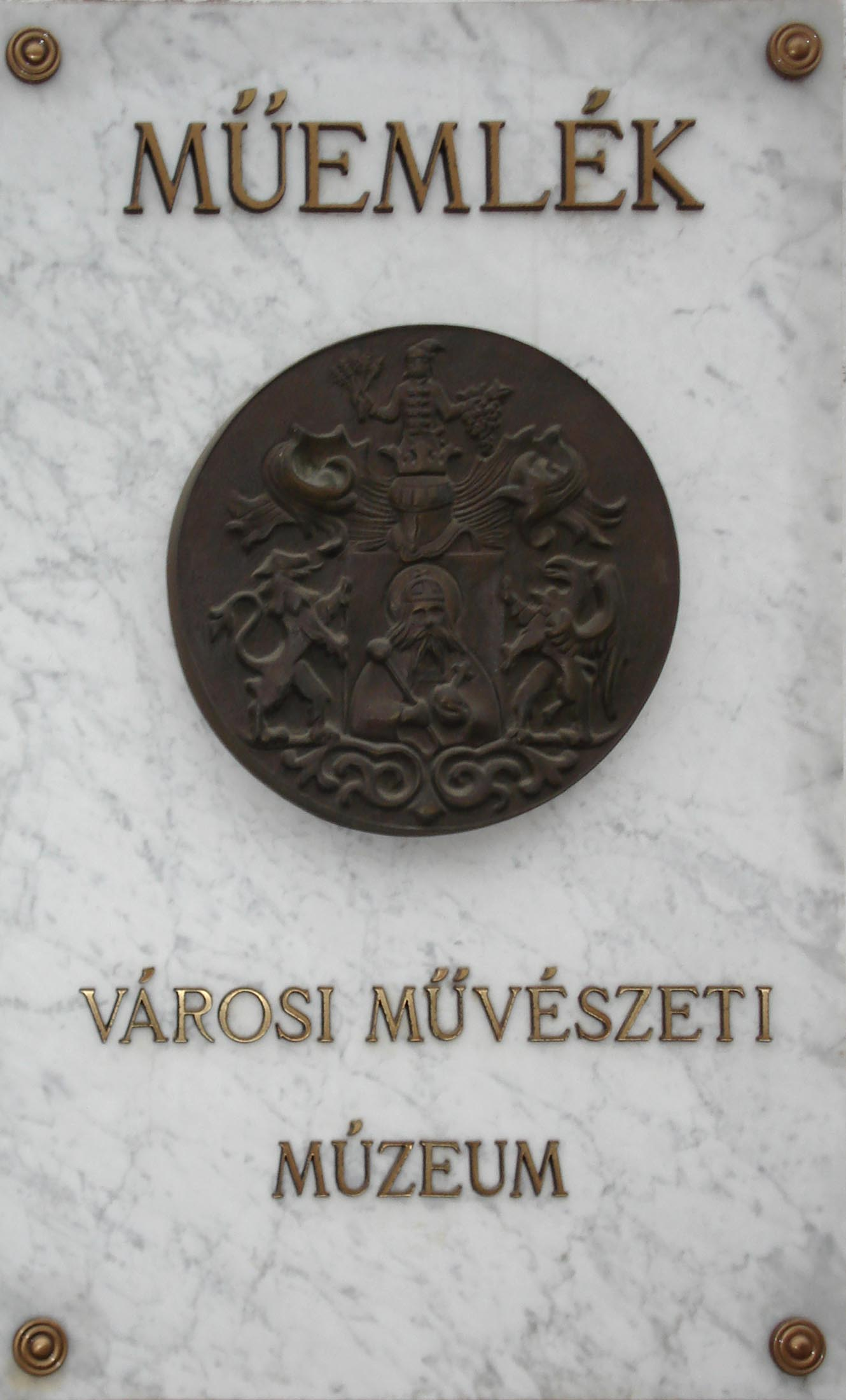
Márványtábla a bejáratnál, Miskolc címerével
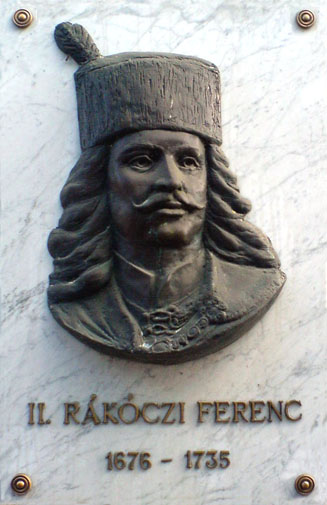
II. Rákóczi Ferenc domborműve a bejáratnál, Jószay Zsolt alkotása
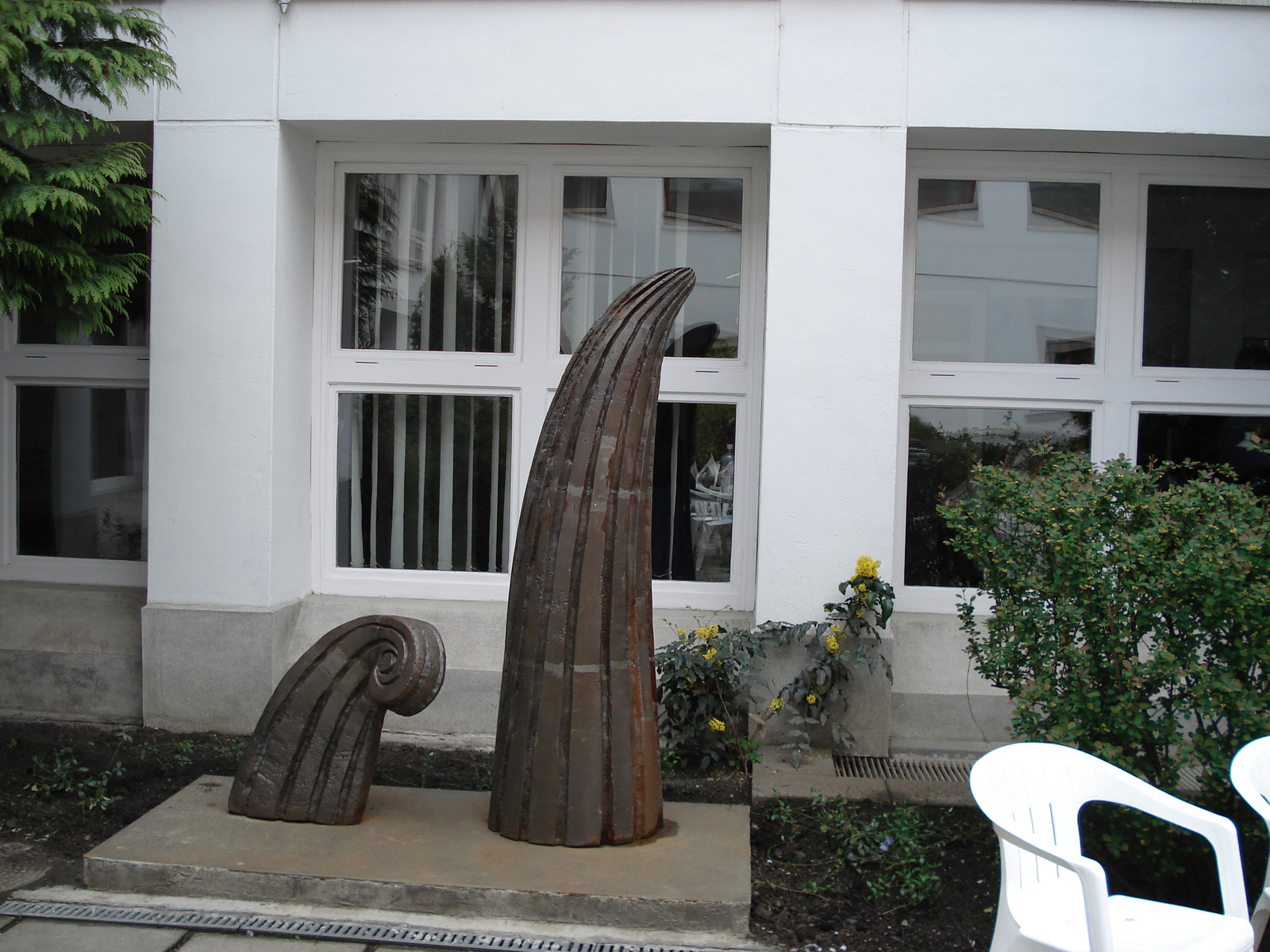
Varga Éva Vasfű című szobra a Galéria udvarán